# Élections législatives de 1951 en Ille-et-Vilaine
Les élections législatives françaises de 1951 en Ille-et-Vilaine se déroulent le 17 juin 1951. 
Représentation proportionnelle plurinominale suivant la méthode du plus fort reste dans 103 circonscriptions, 
conformément à la loi des apparentements : les listes qui se sont « apparentées » avant l'élection remportent tous les sièges de la circonscription si leurs voix ajoutées obtiennent la majorité absolue des suffrages exprimés. 
Il y a 627 sièges à pourvoir.
Le vote préférentiel est admis.
Dans le département d'Ille-et-Vilaine, sept députés sont à élire.
Les listes CNIP et RPF se sont apparentées.

## Candidats

### Liste d'Union Mouvement républicain populaire, Parti républicain de la liberté et Républicains indépendants
| N° | Candidats | Candidats            | Parti | Principales fonctions                                                           |
| -- | --------- | -------------------- | ----- | ------------------------------------------------------------------------------- |
| 01 |           | Pierre-Henri Teitgen | MRP   | Député sortant, ancien Ministre, professeur de droit                            |
| 02 |           | Alexis Méhaignerie   | MRP   | Député sortant, cultivateur à Balazé, conseiller général du canton de Vitré-Est |
| 03 |           | Xavier Bouvier       | PRL   | Député sortant, conseil juridique                                               |
| 04 |           | Georges Coudray      | MRP   | Député sortant, pharmacien, Paramé                                              |
| 05 |           | A. Azé               |       | Cheminot à Fougères                                                             |
| 06 |           | Émile Tardif         | MRP   | Négociant, maire du Verger, conseiller général du canton de Montfort-sur-Meu    |
| 07 |           | L. Raffegeau         |       | Cultivateur à Maure-de-Bretagne                                                 |

### Liste du Rassemblement du Peuple français
| N° | Candidats | Candidats                    | Parti | Principales fonctions                                                                                          |
| -- | --------- | ---------------------------- | ----- | --- |
| 01 |           | Général Pierre de Bénouville | RPF   | Compagnon de la Libération, éditeur                                                                            |
| 02 |           | Francis Samson               | RPF   | Agriculteur exploitant, maire de Saint-Méloir-des-Ondes                                                        |
| 03 |           | Émile Neumager               | RPF   | Conseiller général du canton de Rennes-Sud-Est, Premier adjoint au maire de Rennes, agent général d'assurances |
| 04 |           | Adolphe Dorgère              | RPF   | Adjoint au maire de Vitré, artisan                                                                             |
| 05 |           | Edmond Villory               | RPF   | Employé, Piré-sur-Seiche                                                                                       |
| 06 |           | Henri Renard                 | RPF   | Ancien résistant, membre de la Chambre de commerce de Saint-Malo, industriel agricole, arboriculteur           |
| 07 |           | Andrée Récipon               | RPF   | Ancienne résistante, exploitante agricole à Laillé                                                             |

### Liste indépendante des républicains d'action
| N° | Candidats | Candidats               | Parti | Principales fonctions                                                                                             |
| -- | --------- | ----------------------- | ----- | --- |
| 01 |           | Guy La Chambre          | CNIP  | Ancien Ministre, maire de Saint-Malo                                                                              |
| 02 |           | François Chateau        | CNIP  | Entrepreneur, ancien maire de Rennes                                                                              |
| 03 |           | Jean Bohuon             | CNIP  | Président de la fédération départementale des syndicats d'exploitants agricoles, cultivateur à Montreuil-sur-Ille |
| 04 |           | Léon Hamard             | CNIP  | Industriel, ancien maire de Fougères                                                                              |
| 05 |           | Francis Chouan          | CNIP  | Cultivateur, maire de L'Hermitage                                                                                 |
| 06 |           | Pierre Bouessel-Dubourg | CNIP  | Docteur en médecine, exploitant agricole et forestier, maire de Châtillon-en-Vendelais                            |
| 07 |           | Alfred Briand           | CNIP  | Fermier à Sixt-sur-Aff                                                                                            |

### Liste d'union républicaine, résistante et antifasciste
| N° | Candidats | Candidats                       | Parti                 | Principales fonctions                                                                     |
| -- | --------- | ------------------------------- | --------------------- | ----------------------------------------------------------------------------------------- |
| 01 |           | Emmanuel d'Astier de La Vigerie | UP                    | Ancien Ministre, député sortant, ancien résistant, Compagnon de la Libération             |
| 02 |           | Émile Guerlavas                 | PCF                   | Ouvrier du bâtiment, secrétaire de la fédération communiste d'Ille-et-Vilaine, Rennes     |
| 03 |           | Charles Foulon                  | PSU                   | Agrégé de l'Université, ancien résistant, secrétaire fédéral du Parti socialiste unitaire |
| 04 |           | Henri Denis                     | Chrétien progressiste | Professeur à la Faculté de droit, directeur d'Ouest-Matin                                 |
| 05 |           | Anne-Marie Clémot               | PCF                   | Infirmière, conseillère municipale de Saint-Malo                                          |
| 06 |           | Constant Moquet                 | DVG                   | Cultivateur, maire de Laillé                                                              |
| 07 |           | Louis Lebideau                  | PCF                   | Menuisier, ancien résistant                                                               |

### Liste du Parti socialiste SFIO
| N° | Candidats | Candidats         | Parti | Principales fonctions                                                            |
| -- | --------- | ----------------- | ----- | -------------------------------------------------------------------------------- |
| 01 |           | Albert Aubry*     | SFIO  | Instituteur, député sortant, ancien résistant déporté, Rennes                    |
| 02 |           | Alexis Le Strat   | SFIO  | Instituteur, directeur du centre d'apprentissage, conseiller municipal de Rennes |
| 03 |           | Joseph Fournier   | SFIO  | Secrétaire du Syndicat CGT-FO, adjoint au maire de Fougères                      |
| 04 |           | Thomas Le Branchu | SFIO  | Officier de la Marine marchande retraité                                         |
| 05 |           | Eugène Plessis    | SFIO  | Cultivateur                                                                      |
| 06 |           | Joséphine Glinel  | SFIO  | Gérante de cantine scolaire                                                      |
| 07 |           | Albert Vibert     | SFIO  | Ajusteur, Redon                                                                  |

- Albert Aubry est décédé le 11 août 1951.

## Élus
Les sept députés élus sont, par ordre alphabétique : 
| Identité | Identité                        | Parti |
| -------- | ------------------------------- | ----- |
|          | Emmanuel d'Astier de La Vigerie | UP    |
|          | Albert Aubry                    | SFIO  |
|          | Pierre de Bénouville            | RPF   |
|          | Guy La Chambre                  | CNIP  |
|          | Alexis Méhaignerie              | MRP   |
|          | Francis Samson                  | RPF   |
|          | Pierre-Henri Teitgen            | MRP   |

## Résultats

### Résultats à l'échelle du département
| Parti                | Parti          | Tête de liste                   | Résultats | Résultats | Sièges |  |
| Parti                | Parti          | Tête de liste                   | Voix      | %         | Sièges |  |
| -------------------- | -------------- | ------------------------------- | --------- | --------- | ------ |  |
|                      | MRP-PRL-RI     | Pierre-Henri Teitgen            | 73 053    | 26.07     | 2      |  |
|                      | RPF *          | Pierre de Bénouville            | 65 500    | 23,37     | 2      |  |
|                      | CNIP *         | Guy La Chambre                  | 59 590    | 21,26     | 1      |  |
|                      | UP - PC        | Emmanuel d'Astier de La Vigerie | 43 842    | 15,64     | 1      |  |
|                      | SFIO           | Albert Aubry                    | 34 880    | 12,45     | 1      |  |
|                      |                |                                 |           |           |        |  |
| Inscrits             | Inscrits       | Inscrits                        | 352 135   | 100,00    | 7      |  |
| Votants              | Votants        | Votants                         | 290 131   | 82,32     |        |  |
| Abstention           | Abstention     | Abstention                      | 62 004    | 17,68     |        |  |
| Blancs et nuls       | Blancs et nuls | Blancs et nuls                  | 9 857     | 3,40      |        |  |
| Exprimés             | Exprimés       | Exprimés                        | 280 274   | 96,60     |        |  |
| * Listes apparentées |                |                                 |           |           |        |  |